# Adlertag
Adlertag (Dia de l'Àliga) fou el primer dia de la Unternehmen Adlerangriff (operació Àliga Ataca), el nom en clau d'una operació de la Luftwaffe alemanya per destruir la Royal Air Force britànica. Pel juny de 1940, els Aliats havien estat derrotats a l'Europa Occidental i Escandinàvia. En lloc d'arribar a un acord amb Alemanya, els britànics rebutjaren totes les propostes d'una pau negociada.
Hitler donà a la Wehrmacht la Directiva N.16, que ordenava la preparació per l'atac aeri i pacificació del Regne Unit. La invasió militar de la Gran Bretanya rebé el nom en codi d'operació Lleó Marí (Unternehmen Seelöwe). Abans que es pogués portar a terme, es requeria assolir la superioritat aèria: calia que la Luftwaffe destruís la RAF per tal d'evitar que ataqués la flota d'invasió o oferís protecció a la Home Fleet de la Royal Navy, que podria intentar evitar el desembarcament. Hitler ordenà al comandant en cap de la Luftwaffe, el Reichsmarschall Hermann Göring i al Oberkommando der Luftwaffe (Alt Comandament de la Luftwaffe) que preparés l'assalt.
L'objectiu essencial era el Comandament de Caces de la RAF. La seva destrucció negaria la superioritat aèria als britànics. Durant juliol i inicis d'agost, els alemanys realitzaren preparatius per l'Adlertag. La data de l'assalt es retardà en diverses ocasions a causa del mal temps. Finalment, l'atac es llançà el 13 d'agost de 1940. Els atacs causaren danys significatius a terra però, cega a causa d'un pobre servei d'intel·ligència i comunicació, no causaren una impressió significativa sobre la capacitat del Comandament de Caces per defensar l'espai aeri britànic.
Göring prometé a Hitler que l'Adlertag i l'Adlerangriff assoliria els resultats requerits en pocs dies o, en el pitjor dels casos, en setmanes. Havia de ser l'inici del final del Comandament de Caces de la RAF, però Adlertag i la resta d'operacions que la seguiren fracassaren en la destrucció de la RAF. Els combats resultants es coneixerien com la batalla d'Anglaterra. Durant el curs de la campanya, la Luftwaffe no aconseguí la superioritat aèria sobre la RAF; i com a conseqüència l'operació Lleó Marí fou cancel·lada.

## Rerefons

### Visió estratègica
Després que França i el Regne Unit declaressin la guerra a Alemanya a causa de la invasió alemanya de Polònia, van tenir lloc 9 mesos d'estancament al Front Occidental. Després de la campanya de Polònia de l'octubre de 1939, els planificadors del Oberkommando der Luftwaffe (Alt Comandament de la Luftwaffe) i del Oberkommando der Wehrmacht (Comandament Suprem de les Forces Armades) centraren les mirades cap a l'Europa Occidental.
L'ofensiva alemanya, sota el nom clau d'Unternehmen Gelb (Operació Groc, i també coneguda com a "Pla Manstein"), començà el 10 de maig de 1940. La campanya central, la campanya de França, acabà amb la derrota aliada i la destrucció de les forces principals de l'exèrcit francès. El Cos Expedicionari Britànic aconseguí fugir durant la batalla de Dunkerque, però la Wehrmacht capturà París el 14 de juny i ocupà dos terços de França. França es rendí el 22 de juny de 1940.
Amb l'Europa Occidental neutralitzada, l'OKL i l'OKW dirigí la seva atenció cap a les illes britàniques, que en aquells moments era la llar de la base d'operacions aliades a Europa. Hitler esperava que el Regne Unit negociaria un armistici, estant disposat a oferir uns termes generosos; però les temptatives d'oferiments fetes per Hitler foren rebutjades pel govern de coalició britànic presidit per Winston Churchill.
Davant d'aquestes circumstàncies, Hitler ordenà a la Luftwaffe i a la Kriegsmarine que es preparés per llançar un assalt amfibi sobre Gran Bretanya, sota nom clau operació Lleó Marí. La Luftwaffe tenia la missió d'eliminar el poder aeri enemic, mentre que la Kriegsmarine havia de fer tots els preparatius necessaris per transportar el Heer pel Canal de la Mànega. La missió de la Luftwaffe era la prioritària. Un cop la RAF hagués quedat inoperativa, Göring i Hitler esperaven que no calgués la invasió. Si això no fos així, llavors la Luftwaffe hauria de donar suport a l'exèrcit i evitar que la Royal Navy impedís el tràfic naval alemany. Göring batejà l'ofensiva contra la RAF com operació Àliga Ataca (Adlerangriff).

### Les primeres batalles
Les pèrdues de la campanya de primavera havien afeblit la Luftwaffe abans de la batalla d'Anglaterra, de manera que es va veure obligada a esperar fins que s'assolissin uns nivells acceptables abans que es pogués llançar un gran assalt contra la RAF.
La primera fase de l'ofensiva aèria alemanya va tenir lloc sobre el Canal de la Mànega. No es produïren atacs contra els aeròdroms de la RAF, sinó que provocava que les unitats de la RAF es llancessin al combat quan s'atacaven els combois que navegaven pel Canal. Aquestes operacions van tenir lloc entre el 10 de juliol i el 8 d'agost. Els atacs contra la navegació, però, no van tenir gaire èxit, enfonsant-se només 24.500 tl (24.900 t). Les operacions de llançament de mines, des dels avions, es demostraren més útils, i van enfonsar 38.000 tl (39.000 t). L'impacte sobre el Comandament de Caces fou mínim: 74 pilots de caces morts o desapareguts, i 48 ferits al juliol, comptant novament amb 1.429 efectius pel 3 d'agost. En aquells moments doncs només mancaven 124 pilots anglesos.
En la segona fase dels atacs, que va tenir lloc entre el 8 i el 18 d'agost, els objectius eren la navegació, els aeròdroms de la costa i les estacions de radar del sud de Londres. La Luftwaffe va anar incrementant gradualment la freqüència dels atacs. Els bombarders alemanys també atacaren objectius molt més al nord, com Liverpool durant la nit.
El primer gran atac a l'interior i contra els aeròdroms de la RAF tingué lloc el 12 d'agost: RAF Hawkinge, Lympne, Manston i les estacions de radar de Pevensey, Rye i Dover van ser destruïdes; a més del port de Portsmouth, que també fou atacat. Els resultats dels atacs van ser diversos: l'estació de radar a Ventnor va quedar molt malmesa, i d'altres estacions marcades com a objectiu també, ara bé no destruïdes, car l'endemà al matí ja tornaven a estar en funcionament. Els atacs contra el port i les bases de la RAF van tornar a estar operatives l'endemà al matí. Ignorat per la intel·ligència alemanya, l'estació Lympne no era operativa. Aquests fracassos d'intel·ligència contribuïren al fracàs de Adlertag.
Els alemanys no havien assolit un grau d'èxit commensurat als seus esforços. Malgrat tot, tenien la creença que estaven causant un efecte considerable sobre el Comandament de Caces,i es prepararen per llançar el seu assalt absolut l'endemà. Pel 12 d'agost, la força aèria alemanya havia assolit uns nivells acceptables. Després de fer créixer les seves taxes d'unitats de servei, la Luftwaffe començà Adlertag amb el 71% de la seva força de bombarders, el 85% de les seves unitats de Bf 109s i el 83% de les seves unitats de Bf 110s operatius.

## Preparatius de la Luftwaffe

### Intel·ligència

Cobertura de l'espai aeri pel radar.

La manca d'intel·ligència fou el component que comportà majoritàriament el fracàs de Adlertag. Mentre que la separació entre britànics i alemanys no començà essent massa àmplia en aquest punt, els britànics van guanyar un pas decisiu pel que fa a la intel·ligència: el desxiframent de les claus de la màquina Enigma i la pobre disciplina de senyals de la Luftwaffe. Això permeté als britànics un fàcil accés al tràfic de les comunicacions alemanyes.
L'impacte d'Ultra sobre la batalla d'Anglaterra és una qüestió de disputa encara. Els historiadors oficials afirmen que no té cap impacte directe. Sigui quina sigui la veritat, Ultra i el servei Y en particular donaren als britànics una imatge cada vegada més acurada de l'orde de batalla alemany.
Joseph "Beppo" Schmid era l'oficial d'intel·ligència de la Luftwaffe. Durant aquells moments, Schmid va cometre una sèrie d'errors. El juliol de 1940, Schmid sobreestimà la força de la Luftwaffe i subestimà la de la RAF. Els errors més importants foren en el radar, la identificació dels aeròdroms i llocs de producció. Schmid afirmà que el nombre d'aeròdroms operatius al sud d'Anglaterra era limitat; estimà que els britànics només podien fabricar entre 180 i 330 caces mensualment (la xifra real era de 496) i que la xifra minvaria, indicant que la RAF no podria mantenir una llarga batalla de desgast. Schmid també senyalà que el comandament a tots els nivells era rígid i inflexible, amb els caces quedant lligats a les seves bases. A la seva llista d'omissions, Schmid no mencionà les operacions de manteniment i organització de la RAF, que retornaven novament al servei aquells avions danyats ràpidament. Anticipà una batalla curta. Ara bé, Schmid no va fer esment al radar.
En no realitzar atacs continuats i concentrats sobre el radar, aquest restà lliure i operatiu per ajudar directament al desplegament de les unitats de caces en el moment oportú. Les seves alertes contínues dels atacs que s'apropaven van ser d'un benefici crucial pel Comandament de Caces. La Luftwaffe també tenia uns pobres informes d'intel·ligència sobre el tipus d'aeròdroms de la RAF. Va cometre errors de manera reiterativa, sovint identificant malament els aeròdroms com les bases del Comandament de Caces, que finalment potser resultava que eren del Comandament Costaner o del Comandament de Bombarders. A l'Adlertag, la majoria dels objectius de la llista de Luftwaffe, encara que haguessin quedat destruïts, no haurien deteriorat en absolut el Comandament de Caces anglès.

### Orde de batalla i objectius
El 13 d'agost de 1940 s'escolliren els següents objectius per a ésser atacats:

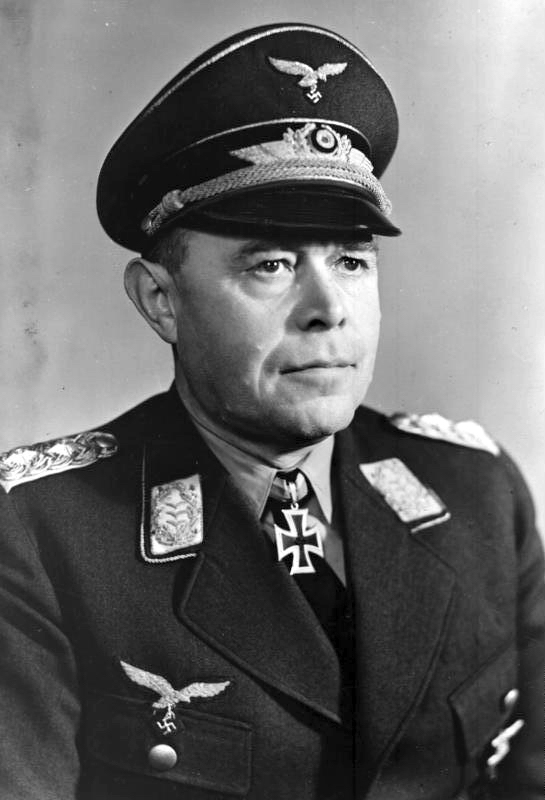
Albert Kesselring comandant de la Luftflotte 2.

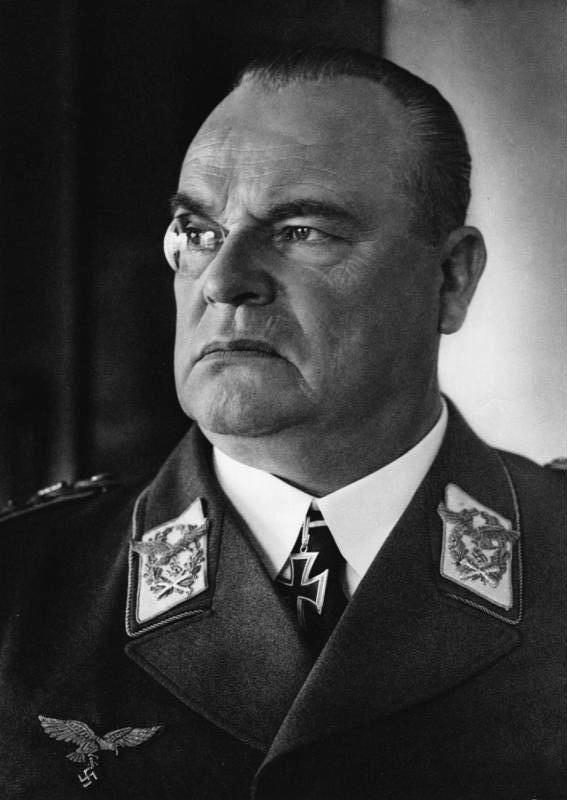
Hugo Sperrle, comandant de la Luftflotte 3.

| \| Objectius pel 13 d'agost de 1940 \| Objectius pel 13 d'agost de 1940 \| \| Unitat de bombarders de la Luftwaffe \| Objectiu \| \| ------------------------------------------ \| ------------------------------------------------------------------------------------------------------------------------------------------------------------------------------------------------------------------ \| \| Kampfgeschwader 1 (KG 1) \| RAF Biggin Hill[36] \| \| Kampfgeschwader 76 (KG 76)[37] \| RAF Kenley[37] RAF Debden[37]/RAF Biggin Hill[38]/ Altres objectius desconeguts[39] \| \| Kampfgeschwader 2 (KG 2) \| RAF Hornchurch[40]/RAF Eastchurch[41]/RAF Manston \| \| Kampfgeschwader 3 (KG 3) \| RAF Eastchurch[36][Notes 1][42] \| \| Kampfgeschwader 53 (KG 53) \| RAF North Weald[43] \| \| Erprobungsgruppe 210 \| Estacions de radar; Rye, Pevensey, Dover. RAF Hawkinge/RAF Manston/RAF Kenley[44] \| \| Kampfgeschwader 4 (KG 4) \| Objectius desconeguts (manca de registres)/operacions de mines al Canal[45] \| \| Kampfgeschwader 40 (KG 40) \| RAF Dishforth \| \| Kampfgeschwader 26 (KG 26) \| RAF Dishforth[46]/Linton-on-Ouse[42] \| \| Kampfgeschwader 30 (KG 30) \| RAF Driffield[47] \| \| Kampfgeschwader 27 (KG 27) \| Ports de Bristol/Birkenhead/Liverpool[48] \| \| Lehrgeschwader 1 (LG 1)[49] \| RAF Worthy Down[49]/ Ports de Southampton, Portsmouth i aeròdroms circumdants[50]/RAF Detling[51][52]/D'altres operacions sense especificar[53] \| \| Sturzkampfgeschwader 3 (StG 3) \| El StG 3 no va prendre part. Per motius desconeguts va ser eliminat de l'ordre de batalla el 13 d'agost.[54] Algunes fonts indiquen que es cancel·laren les missions a causa de les expectatives de mal temps.[55] \| \| Kampfgeschwader 51 (KG 51) \| RAF Bibury[56]/Port de Spithead[57]/Estació de radar de Ventnor \| \| Kampfgeschwader 54 (KG 54) \| Base del Braç Aeri de la Flota de Gosport[58]/RAF Croydon[59] RAF Farnborough[60] RAF Odiham[61] \| \| Kampfgeschwader 55 (KG 55) \| Plymouth[62]/Feltham[63]/RAF Middle Wallop[64] \| \| Sturzkampfgeschwader 1 (StG 1) \| RAF Warmwell[13]/RAF Detling[52] \| \| I., and II./Sturzkampfgeschwader 2 (StG 2) \| Zona circumdant de Portland i aeròdroms[13]/RAF Middle Wallop/RAF Warmwell[13]/Yeovil \| \| Sturzkampfgeschwader 77 (StG 77) \| RAF Warmwell/Portland[60] \| | Head-and-shoulders portrait of a uniformed Nazi German air force general in his 50s wearing an Iron Cross · Head-and-shoulders portrait of a uniformed Nazi German air force general in his 50s wearing an Iron Cross |
| Objectius pel 13 d'agost de 1940 | |
| Unitat de bombarders de la Luftwaffe | Objectiu |
| Kampfgeschwader 1 (KG 1) | RAF Biggin Hill |
| Kampfgeschwader 76 (KG 76) | RAF Kenley RAF Debden/RAF Biggin Hill/ Altres objectius desconeguts |
| Kampfgeschwader 2 (KG 2) | RAF Hornchurch/RAF Eastchurch/RAF Manston |
| Kampfgeschwader 3 (KG 3) | RAF Eastchurch |
| Kampfgeschwader 53 (KG 53) | RAF North Weald |
| Erprobungsgruppe 210 | Estacions de radar; Rye, Pevensey, Dover. RAF Hawkinge/RAF Manston/RAF Kenley |
| Kampfgeschwader 4 (KG 4) | Objectius desconeguts (manca de registres)/operacions de mines al Canal |
| Kampfgeschwader 40 (KG 40) | RAF Dishforth |
| Kampfgeschwader 26 (KG 26) | RAF Dishforth/Linton-on-Ouse |
| Kampfgeschwader 30 (KG 30) | RAF Driffield |
| Kampfgeschwader 27 (KG 27) | Ports de Bristol/Birkenhead/Liverpool |
| Lehrgeschwader 1 (LG 1) | RAF Worthy Down/ Ports de Southampton, Portsmouth i aeròdroms circumdants/RAF Detling/D'altres operacions sense especificar                                                                                           |
| Sturzkampfgeschwader 3 (StG 3) | El StG 3 no va prendre part. Per motius desconeguts va ser eliminat de l'ordre de batalla el 13 d'agost. Algunes fonts indiquen que es cancel·laren les missions a causa de les expectatives de mal temps.            |
| Kampfgeschwader 51 (KG 51) | RAF Bibury/Port de Spithead/Estació de radar de Ventnor |
| Kampfgeschwader 54 (KG 54) | Base del Braç Aeri de la Flota de Gosport/RAF Croydon RAF Farnborough RAF Odiham |
| Kampfgeschwader 55 (KG 55) | Plymouth/Feltham/RAF Middle Wallop |
| Sturzkampfgeschwader 1 (StG 1) | RAF Warmwell/RAF Detling |
| I., and II./Sturzkampfgeschwader 2 (StG 2) | Zona circumdant de Portland i aeròdroms/RAF Middle Wallop/RAF Warmwell/Yeovil |
| Sturzkampfgeschwader 77 (StG 77) | RAF Warmwell/Portland |

## Preparatius de la RAF

### Detecció

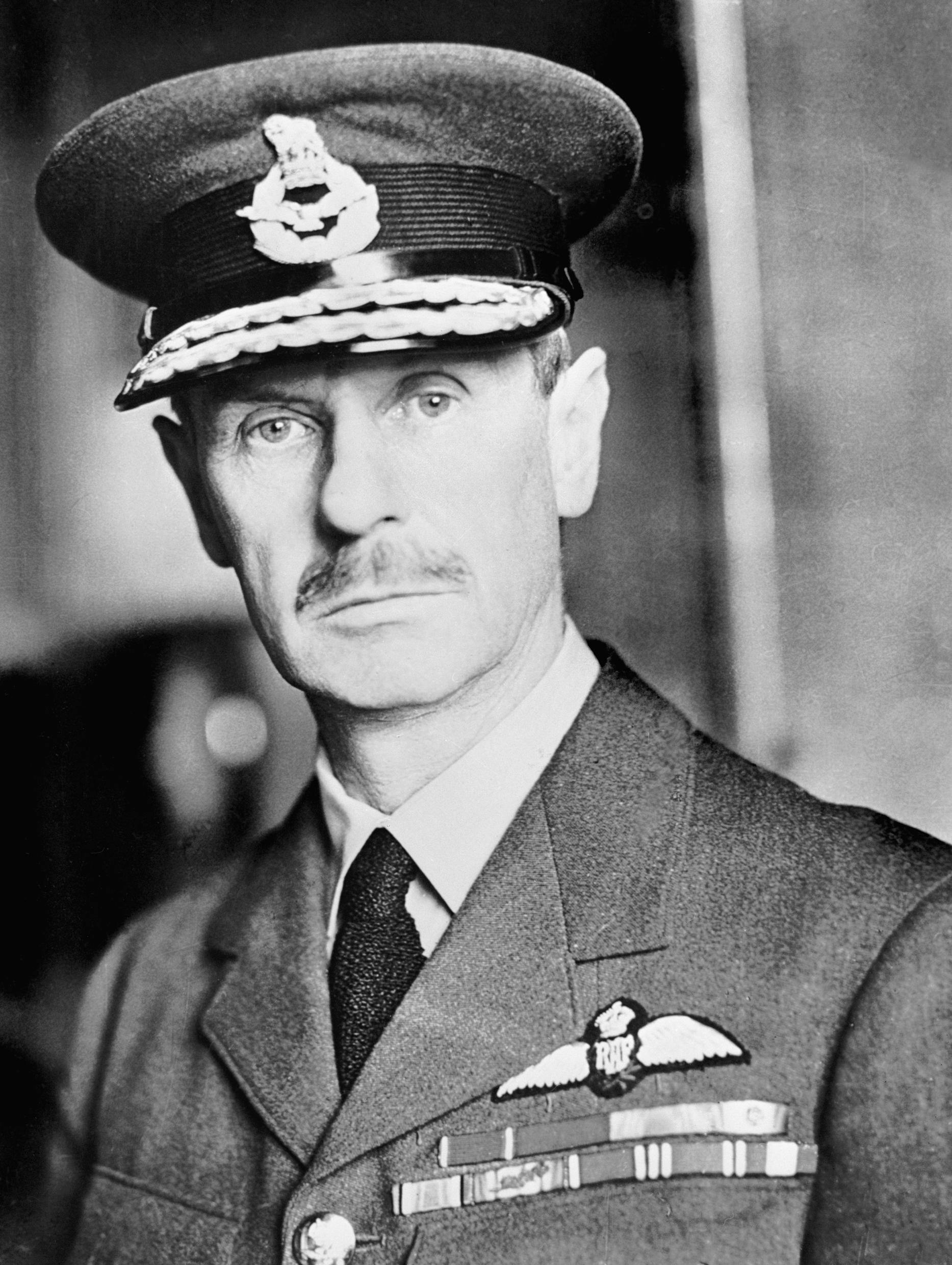
Hugh Dowding, Comandant en Cap del Comandant de Caces.

La clau de la defensa britànica era la complexa infraestructura de detecció, comandament i control que funcionà durant la batalla. Era anomenat el "Dowding System" ("Sistema Dowding"), batejat així en honor del seu arquitecte en cap, el Mariscal en Cap de l'Aire Sir H.C.T. "Stuffy" Dowding, el comandant en cap del Comandament de Caces de la RAF. Dowding modernitzà un sistema creat des del 1917 pel Major General E B Ashmore. El nucli del Dowding's system fou implementat pel mateix Dowdin: l'ús del Localitzador de Direcció per Ràdio (Radio Direction Finding – RDF) o radar estava sota el seu comandament, i el seu ús supervisat per la informació del Royal Observer Corps (ROC), fou crucial per la capacitat que la RAF demostrar per interceptar eficientment els avions enemics. La tecnologia va ser anomenada RDF amb l'objectiu que la vaga descripció que se'n feia amagaria la veritable naturalesa del sistema a l'enemic si se'n coneixia l'existència.
Les primeres indicacions dels atacs aeris que s'apropaven foren rebuts a les instal·lacions de la Chain Home Radio Direction Finding que estaven situades per tota la costa anglesa. En la majoria de les ocasions, la RDF ja detectava formacions d'avions de la Luftwaffe quan s'organitzaven sobre els seus aeròdroms al nord de França i Bèlgica. Un cop els avions avançaven terra endins eren detectats també pel ROC. Tota aquesta informació era enviada a la principal sala d'operacions del Quarter General del Comandament de Caces a RAF Bentley Priory. Els gràfics eren avaluats per determinar quins eren "hostils" o "amics". Si eren hostils, la informació s'enviava a la principal "sala d'operacions", situada en un gran búnquer subterrani.

### Traçat dels atacs
Aquí, el curs de la informació de cada atac era traçat per la Força Aèria Auxiliar Femenina (WAAF), que rebien la informació per via telefònica. El Servei Y proveïa informació addicional, ja que interceptava les comunicacions radiofòniques enemigues, i el centre de descodificació d'Ultra situat a Bletchley Park, que donava a la intel·ligència de la RAF l'orde de batalla alemany. Comptadors en un codi de colors representant cada atac, se situaven en una gran taula, que tenia un mapa de la Gran Bretanya amb la Plantilla Britànica Modificada. A mesura que els quadres dels avions atacants es movien, els comptadors s'empenyien sobre el mata mitjançant uns "rastells" magnètics. Aquest sistema permetia al principal "Controlador de Caces" i a Dowding veure on es dirigia cada formació, a quina alçada i quina força disposava. I conseqüentment es podien estimar els possibles objectius. El temps de la informació es distingia pel color del comptador. La simplicitat del sistema va traduir-se en la possibilitat de prendre decisions ràpides i efectives.

### Comunicació i intercepció
Aquesta informació s'enviava simultàniament al quarter general de cada Grup, on es creuava amb a una cambra de filtratge abans de ser enviada a una altra sala d'operacions, situada a un búnquer soterrat. Com que cada Grup tenia el control tàctic de la batalla la sala d'operacions era diferent en el disseny del Quarter General a Bentley Priory. El mapa principal de la sala de traçats representava la zona del grup i els seus aeròdroms associats. Un extensiu equipament de ràdio i telèfon transmetien i rebien un flux constant d'informació dels diversos aeròdroms del sector, així com del Cos d'Observadors, del Comandament Antiaeri i de la Marina. El "controlador dels caces de servei" era el representant del grup de Comandament, la tasca del qual era controlar quan i com s'interceptaria cada atac. Si el sistema telefònic fallava, en minuts arribaven enginyers per reparar els cables trencats.

## Batalla

### Atac KG 2

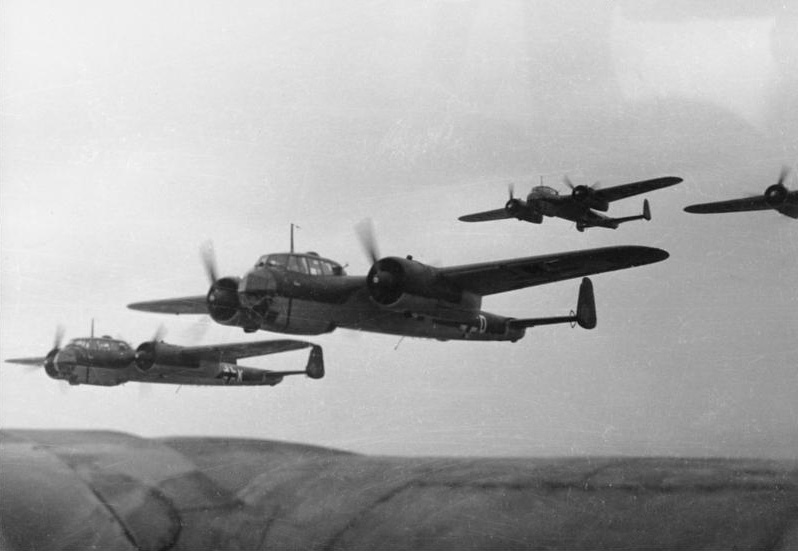
Dornier Do 17s. Aquests avions van ser emprats pel KG 2 durant la batalla d'Anglaterra.

El matí del 13 d'agost, el temps era dolent i Göring ordenà que els atacs es posposessin. Malgrat això, els Dornier Do 17s del KG 2 no van ser informats i van enlairar-se a les 04:50 per dirigir-se als seus objectius. Havien de reunir-se amb els seus escortes del ZG 26 sobre el Canal. El ZG 26 rebé l'ordre de cancel·lació, però el II. I el III./KG 2 no. El KG 2 es formà a les 05:10, liderat pel Geschwaderkommodore Johannes Fink. Part de la formació ZG 26 s'havia enlairat, encapçalada pel Oberstleutnant Joachim Huth, intentant advertir als Dorniers de la cancel·lació; però incapaç de contactar amb ells per ràdio, Huth intentà fer-los senyals volat davant d'ells i realitzant acrobàcies. Fink l'ignorà i seguí volant. El KG 2 volà seguint la costa cap al seu objectiu, l'aeròdrom d'Eastchurch a l'illa de Sheppey. Albert Kesselring havia donat ordres als bombarders que abandonessin les missions si els seus escortes no apareixien, però Kink no volia que l'acusessin que no havia complert les seves ordres i continuà endavant encara que els Bf 110 van girar cura. La tornada portaria el KG 2 pel territori del Grup 11, que podria haver estat desastrós sense una escorta de caces. Però creient que el Cos d'Observadors havia jutjat malament la direcció dels bombarders, a causa dels núvols baixos i que el radar no seguí la direcció dels bombarders alemanys, el WAAF senyalà malament el curs de l'atac i la RAF no evità que l'objectiu fos atacat.
Durant una hora després de l'alba del 13 d'agost, només havia alguns alemanys pannells alemanys sobre les taules de les sales d'operacions, i cap al Canal Central i Oriental. Els primers senyals de concentracions, però, arribaren abans de l'habitual, entre les 05:30 i les 05:40 es localitzaren dues formacions de 30 ó més avions sobre la zona d'Amiens. Durant 30 minuts van seguir sobre la terra, però a les 06:10 començaren a avançar. El Cos d'Observador i els radars dirigiren i guiaren les unitats de la RAF per interceptar-lo. Desconeixedors de l'intent alemany, els controladors van dirigir tres esquadrons complets, i a les 06:15 s'alertaren tres més. L'Esquadró 151 es trobava protegint un comboi al Tàmesi; el 111 estava protegint RAF Hawkinge; i el 74è Esquadró estava cobrint RAF Manston. Parts dels esquadrons 85è, 43è i 238è estaven sobrevolant la zona propera a Londres. A les 06:25 les formacions alemanyes ja es trobaven sobre el Canal. L'esquadró 238 es traslladà a cobrir la seva pròpia base a RAF Warmwell. S'ordenà al 257è que s'enlairés a les 06:20 per patrullar Canterbury; i no satisfets amb la força que ja havia a l'aire, els controladors enviaren els esquadrons 601, 213, 64 i 87 a interceptar-los entre les 06:30 i les 06:35. Els primers combats començaren a les 06:30.
A causa de l'error del Cos d'Observadors, i del Geschwader perdut mentre que s'apropava per l'est, en canvi del Canal central pel radar, el KG 2 atacà l'aeròdrom de la RAF. El KG2 reclamà 10 Spitfires destruïts a terra. Realment, el Comandament de Caces no en va perdre cap. Durant algun temps després, aquesta reclamació errònia va convèncer la intel·ligència alemanya que Eastchurch era una estació de caces i la Luftwaffe hi enviaria 7 atacs inútils durant les setmanes següents. Conjuntament a aquest error estava el fracàs a mantenir la pressió. Els atacs spaced out and the field time to recover. L'estació va ser emprada pel Comandament Costaner de la RAF que perdé 5 Bristol Blenheims durant l'atac i un Spitfire. Malgrat això, la infraestructura patí greus danys; es destruí una gran quantitat d'equipament i de munició, a més de 16 morts entre el personal del comandament. RAF Eastchurch ja estava en funcionament de nou a les 16:00.
Finalment s'aconseguí interceptar els bombarders. El KG 2 va perdre cinc Do 17s durant l'atac, a més de sis més que quedaren molt malmesos. A canvi, el foc dels artillers dels Dornier van abatre dos Hurricanes dels esquadrons atacants, 111, 151 i 74, liderats per Adolph Malan. El mateix Malan va abatre un Do 17. D'altres fonts suggereixen la destrucció de cinc Do 17s, a més de 7 més danyats. Les pèrdues alemanyes van ascendir a 11 morts i 9 presoners.

### Aeròdroms costaners i ports

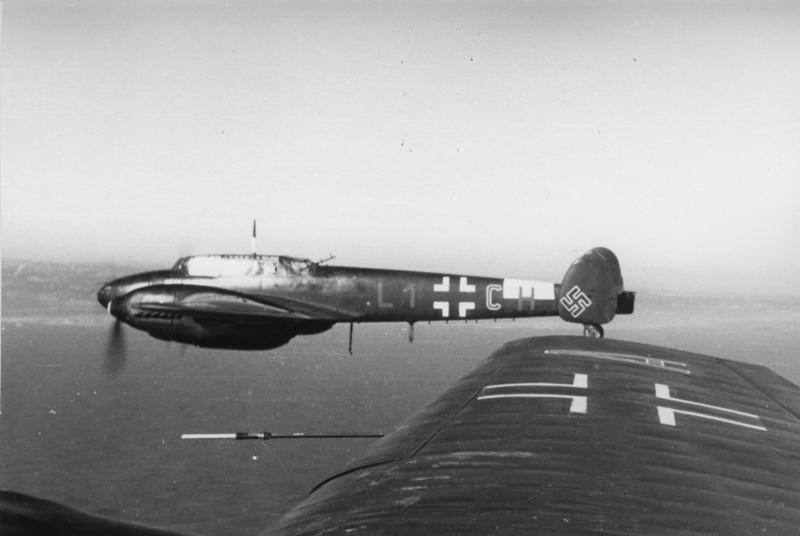
Messerschmitt Bf 110s. Aquesta classe d'avions patí greus pèrdues durant l'Adlertag.

La major part de les unitats de la Luftflotte 2 van rebre l'ordre d'abandonar les operacions de matí, però alguns començaren els seus atacs dirigits als aeròdroms i els ports de l'Anglaterra meridional. El KG 76 abandonà el seu atac sobre Debden però atacà RAF Kenley i d'altres aeròdroms a Kent i Essex. Les pèrdues i resultats es desconeixen. El KG 27 també abandonà la major part de les seves operacions. III./KG 27 intentà atacar els ports de Bristol, perdent un He 111 a mans del 87è Esquadró, causant pocs danys.
L'ordre de cancel·lació no arribà al quarter general de la Luftflotte 3. El seu comandant, Hugo Sperrle, ordenà que s'iniciessin els atacs. A les 05:00, 20 Junkers Ju 88s del I./KG 54 s'enlairaren per bombardejar l'aeròdrom del Royal Aircraft Establishment a RAF Farnborough. A les 05:05, 18 Ju 88s del II./KG 54 s'enlairaren per atacar RAF Odiham. A les 05:50, 88 Junkers Ju 87s del StG77 començaren a dirigir-se cap al port de Portland. Els atacs anaven escortats per 60 Bf 110s del Zerstörergeschwader 2 i V./LG 1 i 173 Bf 109s del Jagdgeschwader 27 (JG 27), JG 53 i JG 3, que volaren per davant de la formació de bombarders per netejar l'espai aeri de caces enemics. L'objectiu del StG 77 va quedar frustrada pels núvols, però el KG 54 continuà cap al seu objectiu. Els caces de la RAF RAF Northolt, RAF Tangmere i RAF Middle Wallop es llançaren a interceptar-los. Quatre Ju 88s i un Bf 109 del JG 2 van ser abatuts. Els caces alemanys reclamaren sis caces de la RAF i els bombarders 14 més. En realitat, els bombarders només se'n van danyar cinc. Els Bf 109s destruïren només un caça i en van malmetre un altre. Dels cinc caces de la RAF malmesos pels bombarders, dos foren cancel·lats. Dels 20 reclamats, només es perderen 3 caces i 3 pilots van quedar ferits; sense que hi hagués cap mort.
Les posteriors missions del II./KG 54 cap a RAF Croydon van cancel·lar-se. El I./KG 54 atacà la base de Gosport del Braç Aeri de la Flota (FAA). El ZG 2 se suposava que donaria escorta durant aquests atacs, i en un trencament de les comunicacions, arribaren a l'objectiu sense els seus Ju 88s, als quals s'ordenà que es quedessin a terra. Un Bf 110 va ser abatut pel 238è Esquadró.
A les 11:10, els Bf 110 del V./LG 1 s'enlairaren per avançar-se d'un atac del KG 54, possiblement per temptar els caces de la RAF al combat abans de l'assalt principal, de manera que la RAF estigués fora de lloc. La missió dels bombarders quedà anul·lada. L'ordre no arribà al V./LG 1, que continuaren cap al seu objectiu. Els 23 Bf 110s també continuaren cap al seu objectiu a Portland. Van ser interceptats pels Hurricanes 601è Esquadró de la RAF, perdent sis Bf 110s i tres més quedaren malmesos. A canvi només van aconseguir abatre un Hurricane i en van deixar un altre malmès. Una segona font indica que només es van destruir quatre Bf 110s, mentre que una tercera dona la xifra de 5 destruïts i 5 danyats. El Zerstörergeschwader reclamà optimísticament 30 caces de la RAF destruïts (en realitat, les pèrdues de caces de la RAF en combats aeris van ser només 13 en tot el dia), davant una pèrdua de 13 Bf 110s. L'esforç del matí va ser un fiasco: els atacs mostraren un seriós fracàs tècnic alemany a les comunicacions aire-aire.

### Atacs renovats

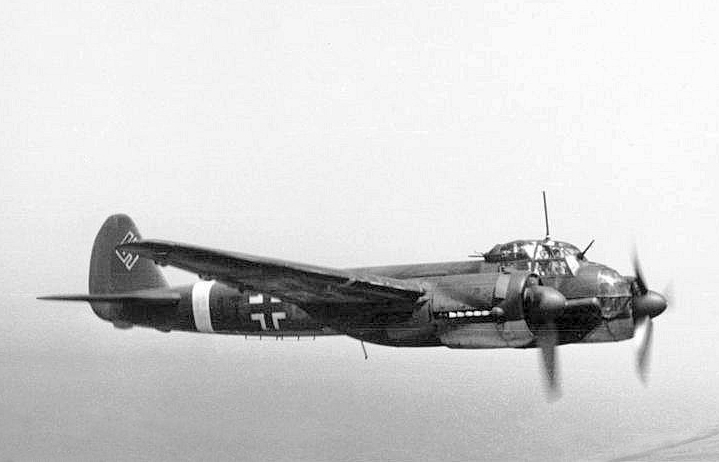
Junkers Ju 88s. A mitja tarda, aquest avió formà l'espina dorsal de les formacions de bombarders alemanys.

L'ordre oficial d'iniciar l'atac va donar-se a les 14:00. A les 15:30, entre 58 i 80 Ju 88s de I., II., i III./LG 1, escortats per 30 Bf 110s del V./LG 1 s'enlairaren també per bombardejar Boscombe Down i Worthy Down. RAF Andover també havia de ser bombardejat, amb el suport de 52 Ju 87s del StG 1 i StG2, que estaven atacant RAF Warmwell i Yeovil. El I./JG 53 va començar a penetrar a l'interior d'Anglaterra a les 16:00; però fallaren en la seva missió d'atraure i distreure els esquadrons de la RAF. En canvi, en el que sí que va tenir èxit, fou en alertar les defenses de la RAF cinc minuts abans. Quan les onades principals del LG 1 i del StG 2 arribaren sobre la costa anglesa, van ser rebuts per 77 caces de la RAF.
El II. I el III./JG 53 i el III./ZG 76 volaven escortant els Ju 87s. El ZG 2 i el JG 27 escortaven el LG 1. Com a resposta tot el Grup 10 de la RAF els interceptà. Un Staffel (esquadró) del II./StG 2 va ser molt mal ferit pel 606è Esquadró de la RAF, i sis dels nou Ju 87s van ser abatuts. El StG 1 i 2 no van poder atacar els seus objectius originals a causa dels núvols. En comptes d'això, es dirigiren cap a Portland.
El I./LG 1 abandonà Boscombe Down i bombardejà en canvi Southampton. El 238è Esquadró de la RAF havia estat destacat per interceptar-los, però l'escorta de caces era massa forta i els bombarders no s'apartaren del seu curs. Es destruïren diversos magatzems, així com una planta d'emmagatzematge de fred. Al vespre tots els incendis ja estaven sota control. Un III./LG 1 llançà les seves bombes a l'estació de sector de RAF Middle Wallop per error. Només va rebre l'aeròdrom d'Andover, que s'emprava per a operacions de bombarders, no pas de caces. El III./LG 1 va perdre dos Ju 88s. Els tretze Gruppen de Ju 88 havien perdut sis avions i molts més quedaren danyats. El bombardeig aconseguí destruir una fàbrica de bicicletes, una magatzem de mobles i un dipòsit refrigerant de carn. La intel·ligència de la Luftwaffe no havia identificat la fàbrica de Spitfires de Southampton, situada a la línia de la costa prop dels ports, com un objectiu important. No va ser fins al setembre en què fou atacada, quedant molt malmesa. Malgrat tot, ni tan sols llavors els alemanys no s'adonaren del dany ocasionat a la producció de Spitfires. La fàbrica posteriorment seria desmantellada i la producció es dispersaria.

### Operacions dels Ju 87

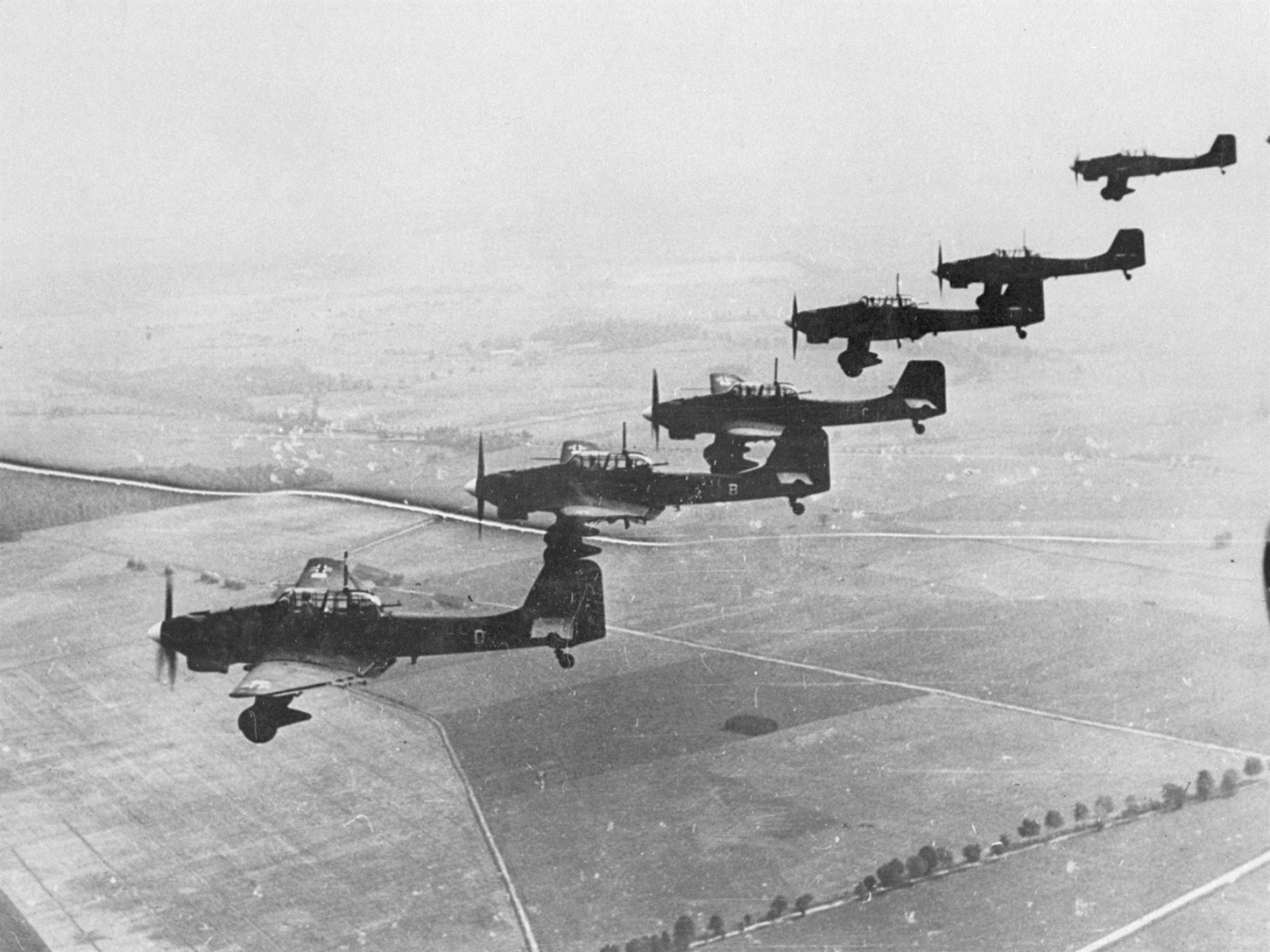
Ju 87Bs. Els Ju 87s van danyar severament RAF Detling.

El StG 77 va entrar també en acció, escortat pels Bf 109s del JG 27. Als 52 Ju 87s del StG77 se'ls uniren els 40 Ju 88s del KG 54. Ambdues formacions es dirigien contra els aeròdroms del Grup 10: el StG 77 es dirigia contra RAF Warmwell. El Geschwader no aconseguí trobar el seu objectiu, llançant les seves bombes a l'atzar. Les altres unitats del Ju 87 havien atret molt l'atenció de la RAF, i el StG 77 aconseguí escapar sense ser descobert.
El Erprobungsgruppe 210 va ser enviat a l'est per atacar objectius prop de Southend. Va enlairar-se a les 15:15 i va ser escortat pel ZG 76. Desafortunadament, hi havia un cel clar sobre Essex. El 56è Esquadró de la RAF els interceptà, però el Erprobungsgruppe 210 aconseguí llançar les seves bombes sobre Canterbury. II./StG 1 va ser enviat a bombardejar els aeròdroms propers a Rochester. No aconseguí trobar l'objectiu i tornà sense incidents. El IV./LG 1, també equipat amb Ju 87s, fou enviat contra RAF Detling. JG 2, després de marxar, va procedir a sobrevolar la zona per netejar el cel davant un possible segon atac. El JG 26 va perdre un Bf 109 sobre Folkestone per causes desconegudes. Els Ju 87 bombardejaren l'estació, car 40 B 109 l'atacaren, matant el comandant i 67 homes més. L'edifici d'operacions fou tocat, i causà grans pèrdues, pel 53è Esquadró de la RAF, que també perdé diversos Blenheims a terra. El comandant mort fou el capità de grup E P M Davis. Malgrat això, Detling no era una estació del Comandament de Caces i l'atac no afectà en absolut el Grup 11.

### Atacs al sud-est
El I., II., i el III./KG 55 també entraren en acció. El III./KG 55 bombardejà l'aeròdrom de Heathrow. Els resultats es desconeixen. El KG 55 havia patit greus pèrdues el dia anterior, de manera que les seves operacions van quedar limitades. El 12 d'agost va perdre 13 Heinkel He 111s i les seves tripulacions. L'endemà, el seu Geschwaderkommodore (Comandant d'Ala) Alois Stoeckl morí.
Al vespre, 80 Do 17s del KG 3, escortats pel JG 51, el JG 52, el JG 54 i 60 Bf 109s del JG 26 (uns 270 avions en total) es dirigiren cap a l'aeròdrom d'Eastchurch i la fàbrica de Rochester de Short Brothers. El III./KG 3 se separà de la formació principal i atacà Eastchurch mentre que el II./KG 3 es dirigí cap a Rochester. Es causaren danys significatius a la fàbrica que produïa els bombarders pessats Short Stirling. Van ser interceptats pels esquadrons 3, 64, 111, 151, 234, 249, 601 i 609. D'acord amb les xifres del JG 26, els caces britànics no van causar una gran impressió sobre els bombarders. Tres Bf 109s del JG 51 van ser abatuts en combats contra els caces de la RAF.
El Comandament de Bombarders de la RAF també en va perdre part en els combats. Tot i que Charles Portal havia protestat contra la inutilitat d'atacar aeròdroms a Escandinàvia, el Ministeri de l'Aire insistí en l'efectuació d'aquests atacs. El 82è Esquadró de la RAF envià 12 Bristol Blenheims per bombardejar els aeròdroms del KG 30 a Aalborg (Dinamarca). Un pilot tornà al·legant "problemes de combustible" i fou sotmès al consell de guerra. Aquest bombarder era l'únic supervivent. La resta van caure víctimes del foc antiaeri i dels caces: 24 aviadors morts i 9 capturats.

### Atacs nocturns
A mesura que queia la nit, Sperrle envià nou He 111s del Kampfgruppe 100 per realitzar una missió de bombardeig estratègic contra la fàbrica de Supermarine Spitfire a Castle Bromwich, Birmingham. Malgrat que el grup era una unitat especialitzada en bombardeig nocturn que tenia gran experiència en la navegació nocturna, només quatre de les tripulacions aconseguiren trobar els seus objectius. Les onze bombes de 250 kg. no van ser suficient per interrompre la producció de caces. Cinc dels onze van caure dins del recinte. Les baixes foren poques entre els treballadors. Només s'ocasionaren danys greus a les oficines i a una sala d'eines, a més una benzinera malmesa. Un altre grup, comandat pel Gruppenkommandeur Friedrich Achenbrenner, envià 15 He 111s des de les seves bases a Bretanya a través del mar d'Irlanda per atacar la fàbrica de Short Brothers a Queen's Island, Belfast (Irlanda del Nord). Cinc Short Stirling van ser destruïts. El KG 27 també en va prendre part en les missions, bombardejant Glasgow durant la nit, tot i que el seu objectiu específic no és clar. Altres bombarders, començant l'etapa nocturna d'Adlertag, volaren per tot el Regne Unit, bombardejant Bristol, Cardiff, Swansea, Liverpool, Sheffield, Norwich, Edimburg i Aberdeen; encara que causaren danys com el tall d'algunes vies ferroviàries i es conta és d'un centenar de víctimes. No se sap si els alemanys van perdre cap avió. Un aviador alemany fou trobat caminant pel camp prop de Balcombe, Somerset. No hi ha cap altra traça d'avions o tripulants.

## Després de la batalla

### Efectes dels atacs
Els alemanys van mantenir els atacs sobre els aeròdroms del sud-oest d'Anglaterra, que havien començat el dia abans. El 12 d'agost, la majoria dels aeròdroms de Kentish havien estat atacats; i el 13 d'agost els alemanys es concentraren en la segona línia d'aeròdroms al sud de Londres. La concentració sobre Detling i Eastchurch va ser un fracàs, car totes dues eren estacions del Comandament Costaner i no tenien relació amb el Comandament de Caces. Els alemanys podien haver raonat el següent: si bases com Manston, Hawkinge i Lympne havien estat neutralitzades durant els atacs del 12 d'agost, el Comandament de Caces podria haver-se traslladat a aquestes bases. De fet, el bombardeig del 12 d'agost no havia aconseguit destruir aquests objectius, i Adlertag va frustrar-se en destruir Detling o Eastchurch. A causa de la manca d'intel·ligència per part dels cossos militars i les condicions atmosfèriques, juntament amb la resistència de la RAF, no es va assolir tot l'èxit en els diversos atacs.

### Comptes de més
Reclamar més victòries de les reals, a la guerra aèria, no és rar. Durant la II Guerra Mundial i la Batalla d'Anglaterra, ambdós bàndols afirmaren haver abatut i destruït més avions enemics tant en terra com aire. El Comandament de Caces de la RAF reclamà 78 avions alemanys abatuts el 13 d'agost de 1940. Una altra font oficial en reclama 64; però la xifra real només va ser de 47–48 avions destruïts i 39 molt malmesos.
Per contra, la Luftwaffe afirmà haver destruït 70 Hurricanes i Spitfires i 18 Blenheim a l'aire. Va ser una exageració del 700%. A més, es reclamaren 84 caces de la RAF destruïts a terra. Les pèrdues reals de la RAF van ser de 13 caces i 11 bombarders; a més de 47 de terra.

### La Batalla d'Anglaterra
El fracàs d'Adlertag no va aturar la Luftwaffe pel que fa a la continuació de la seva campanya. L'assalt contra els aeròdroms de la RAF continuà durant l'agost i setembre de 1940. A les batalles hi participaren gran nombre d'avions en ambdós bàndols, i conseqüentment amb greus pèrdues per tots. La Luftwaffe no aconseguí desenvolupar cap estratègia focalitzada en derrotar el Comandament de Caces de la RAF. En un inici, intentà destruir les bases de la RAF, llavors passà al bombardeig estratègic dia i nit. Intentà assolir la destrucció de diverses indústries britàniques al mateix temps, passant de bombardejar fàbriques aeronàutiques a atacar indústries de suport i punts d'importació i distribució com els ports. Fins i tot s'intentà atacar objectius intangibles com la moral de la població britànica.
El fracàs de la Luftwaffe, per no identificar la cadena de radar i distingir les bases de caces de les dels altres comandaments de la RAF, determinaren la seva incapacitat per destruir les defenses de caces britànics. La Luftwaffe subestimà el radar britànic, i no s'havien adonat de la seva importància en el sistema operatiu britànic. Al contrari, l'OKL creia que el sistema de radar jugaria a favor de l'esforç alemany, car enviaria les forces de la RAF a batalles a gran escala on podrien ser delmats. La indústria aeronàutica s'esforçà per minimitzar les pèrdues, i els seus pilots eren substituïts prou per limitar el declivi de la seva força i impedir la victòria als alemanys. Al contrari, la RAF va poder assegurar taxes de servei, car les xifres de tripulants de la Luftwaffe declinà entre agost i setembre.
El fracàs vers la RAF es traduir en l'adaptació d'una estratègia diferent de bombardeig estratègic coneguda com El Blitz, per la Luftwaffe. Malgrat tot, com ja havia succeït, els objectius diferien radicalment i no va mantenir la pressió sobre un sol tipus d'objectiu. Les disputes a l'estat major de l'OKL se centraren més en la tàctica que no pas en l'estratègia. Aquest mètode condemnà l'ofensiva sobre Gran Bretanya al fracàs abans fins i tot de començar. El resultat final de la campanya contra Gran Bretanya entre 1940 i 1941 va ser un fracàs decisiu al final de la guerra. A mesura que Hitler anava involucrant a Alemanya en noves aventures militars, la Wehrmacht cada cop estava més sobrecarregada i era incapaç de lliurar una guerra amb múltiples fronts. El 1944 els Aliats estaven preparats per llançar l'operació Overlord, la invasió de l'Europa Occidental. La Batalla d'Anglaterra assegurà que els Aliats Occidentals disposessin d'una base des d'on poder llançar la campanya, i que hi hagués la seva presència al camp de batalla, per combatre amb l'Exèrcit Roig soviètic a l'Europa Central al final de la guerra, al maig de 1945.